# Gens Ebúcia
La gens Ebúcia (llatí: Aebutia gens) va ser una gens romana originalment patrícia que va usar els cognoms Car i Helva. Els primers eren plebeus i els segons patricis.
La branca principal d'aquesta gens fou la dels Ebuci Helva, els membres de la qual assoliren el consolat diverses vegades.